# Élection présidentielle sud-africaine de 2014
L'élection présidentielle sud-africaine de 2014 a eu lieu au Cap le 21 mai 2014. Ce sont les parlementaires qui élisent parmi leurs pairs celui qui exerce les fonctions exécutives de président de la république d'Afrique du Sud.
Le président sortant, Jacob Zuma, chef de l'ANC, le parti majoritaire au parlement, a été réélu président de la République. L'opposition n'a pas présenté de candidats.  
Lors de la même séance du parlement, les 400 nouveaux députés ont prêté serment. Par 260 voix, Baleka Mbete, présidente nationale de l'ANC, est élue présidente de l'Assemblée nationale. Elle succède alors à Max Vuyisile Sisulu. Le ministre sortant à la gouvernance coopérative et aux affaires traditionnelles, Lechesa Tsenoli, est pour sa part élu vice-président du Parlement.
L'investiture présidentielle de Jacob Zuma a lieu le 24 mai 2014 à Pretoria.